# 그레놀라

그레놀라(Grenola)는 미국 캔자스주 엘크군에 위치한 도시이다. 2010년 인구 조사 기준으로 이 지역의 인구 수는 총 216명이다.

## 역사
그레놀라는 1879년 철로 건설을 통해 시작되었다. 당시 경쟁 도시였던 그린필드(Green Field)와 카놀라(Canola)가 3마일 거리로 떨어져 있었다가 철로 지역에 재배치되면서 병합되었다. '그레놀라'라는 이름은 이전의 두 도시의 이름의 혼성어이다.

## 인구
| 인구조사              | 인구 | Note  | %±     |
| --------------------- | ---- | ----- | ------ |
| 1890년                | 608  |       | —      |
| 1900년                | 666  |       | 9.5%   |
| 1910년                | 532  |       | −20.1% |
| 1920년                | 547  |       | 2.8%   |
| 1930년                | 552  |       | 0.9%   |
| 1940년                | 517  |       | −6.3%  |
| 1950년                | 380  |       | −26.5% |
| 1960년                | 349  |       | −8.2%  |
| 1970년                | 290  |       | −16.9% |
| 1980년                | 335  |       | 15.5%  |
| 1990년                | 256  |       | −23.6% |
| 2000년                | 231  |       | −9.8%  |
| 2010년                | 216  |       | −6.5%  |
| 2019 (추산)           | 188  | [ 4 ] | −13.0% |
| U.S. Decennial Census |      |       |        |